# Église Saint-Martin (Bas-Warneton)
Pour les articles homonymes, voir Église Saint-Martin.
L'église Saint Martin de Bas-Warneton est une église paroissiale créée par Jean Ier de Warneton, évêque de Thérouanne, en 1127. L'église actuelle a été réalisée durant la Reconstruction à un nouvel emplacement en 1927.

## Histoire
En 1114, Jean Ier de Warneton fonde un prieuré dédié à Saint Bertin. En 1127, il établit une paroisse indépendante depuis l'église de Bas-Warneton. Le document précise que c'est l'emplacement des tombes de ses parents, ce qui renforce l'hypothèse de l'origine Bas-Warnetonoise de l'évêque. La paroisse de Bas-Warneton couvre le village au nord de la ville, autour de l'actuel cimetière, et le village de Warneton-Bas, séparés par la Lys. Des fouilles archéologiques sur le site de l'ancienne église mettent au jour des vestiges gallo-romain sur laquelle l'église s'est construite. On retrouve la mention de l'église sur des cartes dès le XVIe siècle. Le bâtiment sera complètement reconstruit au XVIIe siècle lors des premiers travaux de déviation de la Lys.
Durant la Première Guerre mondiale, Bas-Warneton se trouve sur la ligne de front et les bombardements de l'artillerie britanniques dévastent le village et son église. En 1919, une église provisoire est aménagée le long de la route reliant Warneton à Comines et passant par Bas-Warneton. Il s'agit d'un simple baraquement en bois. Lors de la reconstruction, le centre du village est déplacé des abords du cimetières vers la bordure de l'axe routier. L'église actuelle de style néo-roman est inaugurée en juillet 1927. 

## Particularités
- Les murs sont recouverts de céramique flammée de couleur beige marron avec des reflets bleu gris ou orangés.
- Une relique de Saint-Christophe est préservée dans l'église. Depuis 1958, une bénédiction de véhicules est effectuée sur la place du village le 3e week-end de juin.
- Une rosace située sur le transept sud représente Saint-Martin offrant son manteau à un pauvre.
- Une statue, épargnée de la Première Guerre mondiale, représente Saint François d'Assise.
- Une particularité architecturale notable sur les chapiteaux des colonnes en pierre bleue de l'église reprend les ornements de pommes de pin et de raisins comme ceux de la Cathédrale Notre-Dame de Tournai.
- Les cloches ont été épargnées par la Première Guerre mondiale et datent du XVIIIe siècle.